# 劉黃裳
劉黃裳（1530年1月26日—1595年3月8日），字玄子，號太景，河南汝寧府光州（今光山縣）人，明朝政治人物。

## 生平
嘉靖三十四年（1555年）乙卯科河南鄉試第六名。萬曆十四年（1586年），登進士第二甲第五十三名。礼部觀政，十六年四月授刑部江西司主事，十九年三月調都察院經歷，二十年升兵部武庫司主事，九月升本司員外郎。萬曆二十年（1592年），曾监军同李如松援兵朝鲜抗倭，命贊畫侍郎宋應昌軍務。取得平壤大捷，二十二年因功進郎中。养病归乡，二十三年正月卒于家。

## 著作
有《元符圖》、《海上编》、《東征雜記》及《藏徵館集》16卷。

## 家族
曾祖父劉進，曾任太僕寺寺丞贈少卿；祖父劉廷珮，監生；父親劉繪，曾任刑科右給事中。母胡氏。黄裳诗文与父齊名，弟劉黄鼎登隆慶丁卯科舉人，亦有逸才，論者以为足继「三蘇」之美。有子黄穆，貢士。